# Lydia Maria Child
Lydia Maria Child, nascuda Francis (Medford, Massachusetts, 11 de febrer de 1802 - Wayland, Massachusetts, 20 d'octubre de 1880), va ser una escriptora estatunidenca.
Va escriure el poema del Dia d'Acció de Gràcies, Sobre el riu i a través del bosc. Va fundar i va publicar Juvenile Miscellany, la primera revista infantil als Estats Units. Child també va escriure sobre la neteja i la criança dels fills, l'esclavitud, l'abolicionisme, la religió, els problemes de les dones i els drets dels nadius americans.

## La vida
Child va néixer a Medford, filla de David Convers Francis, un forner, i Susannah (Rand) Francis. Va assistir a una escola de dones local, un seminari i una església congregacional. Va viure un temps amb la seva germana casada a Maine, i després amb el seu germà, un ministre unitari, a Watertown (Massachusetts).
El 1828, es va casar amb David Lee Child, graduat de Harvard, advocat i abolicionista. El seu idealisme li va impedir proporcionar a la seva dona una llar còmoda. La parella sense fills vivia gairebé en la pobresa. En els últims anys de la seva vida, Child es va convertir en una reclusa. Només feia companyia al seu marit. Va morir el 1874.

## Carrera
La seva primera novel·la, Hobomok: A Tale of Early Times, es va publicar de manera anònima el 1824. Es va vendre bé. Una altra novel·la va seguir el 1825. El 1826 va fundar i publicar Juvenile Miscellany, la primera revista per a nens als Estats Units. Va escriure un llibre sobre la neteja de la llar el 1829, The Frugal Housewife, un llibre sobre la criança dels fills el 1831, The Mother's Book, i un llibre per a nens, The Little Girl's Own Book, també el 1831.
Va dirigir les seves preocupacions socials als Nadius Americans a The First Settlers of New England el 1829, i després als Afroamericans el 1833 amb An Appeal in Favor of That Class of Americans Called Africans. Aquest llibre va impulsar molts estatunidencs a unir-se al moviment de l'abolició, però també va provocar que Child fos rebutjada socialment. Els amics de la família van retirar el seu suport a la revista dels seus fills, obligant-la a la fallida. Els seus llibres de no-ficció sobre les preocupacions i els drets de les dones a la dècada de 1830 es van vendre malament.
El 1841 es va traslladar a la ciutat de Nova York. Va editar un setmanari contra l'esclavitud durant dos anys, després va recopilar i va publicar les seves columnes escrites per a un diari de Boston. El seu marit treballava com a periodista a Washington DC durant aquests anys, però la parella es va reunir i es va traslladar a Wayland, Massachusetts el 1850. En els anys següents, va escriure llibres sobre les treballadores sexuals, l'evolució de la religió, els afroamericans i els nadius americans. El seu darrer llibre, Aspirations of the World, va aparèixer el 1878.